# Hoftoren
De Hoftoren in Den Haag, naast station Den Haag Centraal, is met 142 meter het op twee na hoogste gebouw van Den Haag. Het heeft de functie van Rijksverzamelkantoor en telt 31 etages. Onder andere het Ministerie van Onderwijs, Cultuur en Wetenschap, de Kansspelautoriteit, CIBG, Rijksschoonmaakorganisatie en DUO zijn hier gehuisvest. Het gebouw dat als bijnaam De vulpen heeft is eigendom van het Rijksvastgoedbedrijf. Het beheer van het gebouw is belegd bij de concern dienstverlener binnen de Rijksoverheid, FMHaaglanden.

## Ontwerp

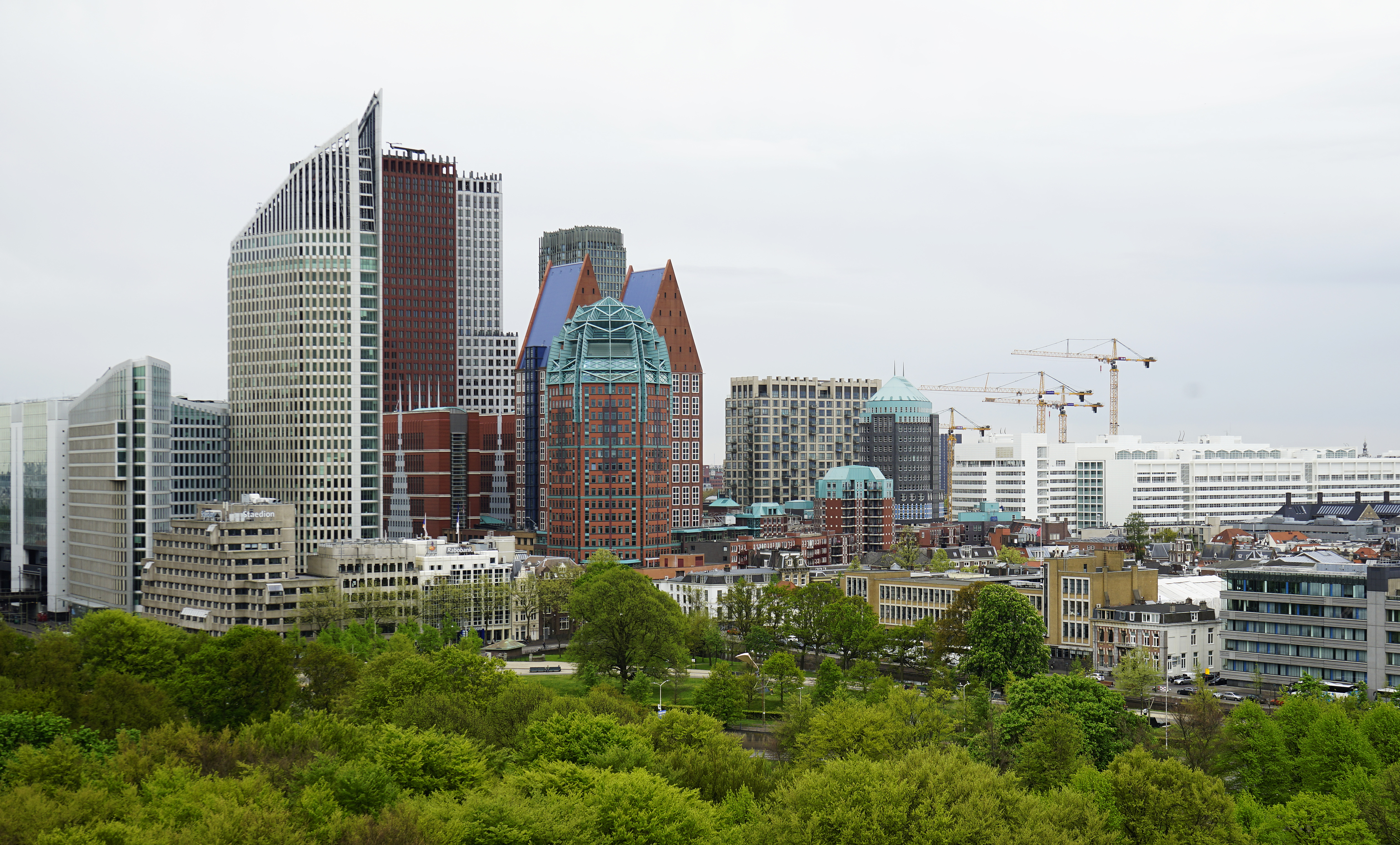
De Hoftoren hier links van de Resident.

De Hoftoren is ontworpen door architectenbureau Kohn Pedersen Fox Associates (KPF) uit New York en gebouwd door Heijmans Bouw BV te Rosmalen. Oorspronkelijk zou het gebouw circa 170 meter worden, maar een hoge mast werd niet geplaatst: de architect schrapte deze uit het ontwerp. Bij oplevering in 2003 was dit het hoogste gebouw in Den Haag. Door hoogte en vorm is de wolkenkrabber gemakkelijk te herkennen in de skyline van Den Haag. Het bovenste gedeelte van de constructie heeft alleen esthetische waarde.
Door omwonenden wordt geklaagd over een hard fluitend geluid bij harde wind, dat waarschijnlijk veroorzaakt wordt door de openingen in het bovenste gedeelte van de toren. Het gebouw is onderdeel van een groter plan voor de vernieuwing van een gedeelte van het Haagse centrum waar ook project De Resident deel van uitmaakte: Den Haag Nieuw Centrum. Deze vernieuwing beoogt een efficiënter gebruik van de schaarse beschikbare ruimte in dit deel van de binnenstad.

## Constructiefout
Op 9 november 2007 maakte een woordvoerder van de brandweer bekend dat windkracht 9 en hoger bij de Hoftoren tot gevaar kan leiden. In hetzelfde jaar en het jaar erop werd het gebied rond de Hoftoren meerdere malen afgezet omdat aluminium platen van de toren dreigden te vallen. Na onderzoek bleek dat het om een structureel probleem gaat dat vooral bij harde wind opspeelt.
JuBi-torens · Hoftoren · New Babylon · The Grace I & II · Het Strijkijzer · De Kroon · Grotius I & II · Prinsenhof · Castalia · Sint-Jacobuskerk · Haagse Toren · Vredespaleis · Zurichtoren · Leonardo da Vinci I · Muzentoren · Witte Anna · Centre Court · Pharos · Malietoren · De Groene Toren · Zilveren Toren · Stadsdeelkantoor Escamp
Cooltoren (Rotterdam) · Delftse Poort (Rotterdam) · FIRST (Rotterdam) · Hoftoren (Den Haag) · JuBi-gebouw (Den Haag) · De Kroon (Den Haag) · Maastoren (Rotterdam) · Millenniumtoren (Rotterdam) · Mondriaantoren (Amsterdam) · Montevideo (Rotterdam) · New Babylon (Den Haag)  · New Orleans (Rotterdam) · The Red Apple (Rotterdam) · Rembrandttoren (Amsterdam) · De Rotterdam (Rotterdam) · Het Strijkijzer (Den Haag) · Westpoint (Tilburg) · World Port Center (Rotterdam) · De Zalmhaven (Rotterdam)
Achmeatoren (Leeuwarden) · Alphatoren (Enschede) · Carlton (Almere) · Erasmusgebouw (Nijmegen) · Europees Octrooibureau (Rijswijk) · EWI-gebouw (Delft) · Hondsrugtoren (Emmen) · Innovatoren (Venlo) · Kempkensberg (Groningen) · Niko (Eindhoven) · Provinciehuis ('s-Hertogenbosch) · Rabobank (Utrecht) · Sardijntoren (Vlissingen) · IJsseltoren (Zwolle)